# عصوية ذهبية ناكاغاوية
عصوية ذهبية ناكاغاوية (الاسم العلمي: Chryseobacterium nakagawai) هي نوع من البكتيريا، سلبية الغرام، تتبع جنس عصوية ذهبية.